# Râul Strâmb
Râul Strâmb este un curs de apă, afluent al râului Tazlău. 